# EM i ishockey 1996 (kvinder)
Europamesterskabet i ishockey for kvinder 1996 var det femte og hidtil sidste EM i ishockey for kvinder. Mesterskabet blev arrangeret af IIHF og tangerede deltagerrekorden på 14 nationer fra sidste EM. Mesterskabet blev afviklet i to niveauer: A-EM med deltagelse af seks hold blev spillet i Jaroslavl, Rusland den 23. – 29. marts 1996, mens de resterende otte hold spillede B-EM i Trnava og Piestany i Slovakiet i perioden 12. – 16. marts 1996.
For første gang blev EM-guldet ikke vundet af Finland, som denne gang overraskende måtte nøjes med bronzemedaljer efter nederlag til både Sverige og Rusland. I stedet blev mesterskabet vundet af Sverige, der indtil da var blevet nr. 2 fire gange i træk. Sølvmedaljerne blev vundet af værtsnationen Rusland, der var nyoprykkere fra B-gruppen, og andenpladsen var holdets bedste EM-placering indtil da.
De fem bedste hold fra A-EM kvalificerede sig til VM året efter, og eftersom IIHF herefter indførte flere niveauer ved VM med op- og nedrykning mellem niveauerne var det sidste gang at EM fungerede som VM-kvalifikation. Bl.a. derfor mistede EM sin betydning og er ikke afholdt siden.

## A-EM
A-Europamesterskabet blev spillet i Jaroslavl, Rusland i perioden 23. – 29. marts 1996. Mesterskabet havde deltagelse af seks hold, som spillede alle-mod-alle. De fem bedst placerede hold kvalificerede sig til VM 1997.
| Dato  | Kamp               | Res. | Perioder      |
| ----- | ------------------ | ---- | ------------- |
| 23.3. | Sverige - Norge    | 6-3  | 2-0, 3-1, 2-1 |
| 23.3. | Schweiz - Tyskland | 3-2  | 1-0, 0-1, 2-1 |
| 23.3. | Rusland - Finland  | 3-2  | 0-2, 2-0, 1-0 |
| 24.3. | Sverige - Tyskland | 2-2  | 0-0, 0-1, 2-1 |
| 24.3. | Finland - Norge    | 7-0  | 3-0, 1-0, 3-0 |
| 24.3. | Rusland - Schweiz  | 4-3  | 1-0, 3-1, 0-2 |
| 26.3. | Finland - Tyskland | 8-0  | 2-0, 3-0, 3-0 |
| 26.3. | Sverige - Schweiz  | 6-3  | 2-1, 0-1, 4-1 |
| 26.3. | Rusland - Norge    | 5-4  | 1-1, 1-2, 3-1 |
| 27.3. | Finland - Schweiz  | 8-0  | 3-0, 2-0, 3-0 |
| 27.3. | Norge - Tyskland   | 4-1  | 3-0, 0-0, 1-1 |
| 27.3. | Rusland - Sverige  | 2-4  | 0-2, 1-1, 1-1 |
| 29.3. | Norge - Schweiz    | 3-2  | 1-1, 1-0, 1-1 |
| 29.3. | Finland - Sverige  | 1-2  | 0-1, 0-1, 1-0 |
| 29.3. | Rusland - Tyskland | 3-2  | 2-0, 1-2, 0-0 |

| A-EM   | A-EM     | Kampe | Mål   | Point |
| ------ | -------- | ----- | ----- | ----- |
| Guld   | Sverige  | 5     | 20-11 | 9     |
| Sølv   | Rusland  | 5     | 17-15 | 8     |
| Bronze | Finland  | 5     | 26-50 | 6     |
| 4.     | Norge    | 5     | 14-21 | 4     |
| 5.     | Schweiz  | 5     | 11-23 | 2     |
| 6.     | Tyskland | 5     | 07-20 | 1     |

### Medaljevindere
Tekst mangler, hjælp os med at skrive teksten

## B-EM
B-Europamesterskabet blev spillet i Trnava og Piestany i Slovakiet den 12. – 16. marts 1996. Turneringen havde deltagelse af otte hold, som først spillede en indledende runde i to grupper med fire hold. Vinderne af de to grupper mødtes i B-EM-finalen, de to toere gik videre til bronzekampen, treerne dystede om 5.-pladsen, mens de to firere måtte tage til takke med at spille om 7.-pladsen.

### Indledende runde

#### Gruppe A
| Dato  | Kamp                   | Res. | Perioder      | Spillested |
| ----- | ---------------------- | ---- | ------------- | ---------- |
| 12.3. | Letland - Kasakhstan   | 4-2  | 2-0, 1-2, 1-0 | Trnava     |
| 12.3. | Slovakiet - Frankrig   | 6-3  | 3-1, 1-2, 2-0 | Trnava     |
| 13.3. | Letland - Frankrig     | 4-1  | 3-0, 1-1, 0-0 | Trnava     |
| 13.3. | Slovakiet - Kasakhstan | 2-1  | 1-1, 0-0, 1-0 | Trnava     |
| 15.3. | Frankrig - Kasakhstan  | 5-2  | 3-0, 0-1, 2-1 | Trnava     |
| 15.3. | Slovakiet - Letland    | 1-3  | 0-1, 0-1, 1-1 | Trnava     |

| Gruppe A   | Kampe | Mål   | Point |
| ---------- | ----- | ----- | ----- |
| Letland    | 3     | 11-40 | 6     |
| Slovakiet  | 3     | 9-7   | 4     |
| Frankrig   | 3     | 09-12 | 2     |
| Kasakhstan | 3     | 05-11 | 0     |

#### Gruppe B
| Dato  | Kamp                      | Res. | Perioder      | Spillested |
| ----- | ------------------------- | ---- | ------------- | ---------- |
| 12.3. | Tjekkiet - Holland        | 4-4  | 2-1, 2-2, 0-1 | Trnava     |
| 12.3. | Danmark - Storbritannien  | 5-0  | 0-0, 3-0, 2-0 | Piestany   |
| 13.3. | Danmark - Holland         | 3-1  | 1-1, 1-0, 1-0 | Piestany   |
| 13.3. | Tjekkiet - Storbritannien | 7-1  | 1-0, 0-1, 6-0 | Piestany   |
| 15.3. | Danmark - Tjekkiet        | 5-3  | 2-0, 2-1, 1-2 | Trnava     |
| 15.3. | Holland - Storbritannien  | 7-1  | 1-1, 2-0, 4-0 | Piestany   |

| Gruppe B       | Kampe | Mål   | Point |
| -------------- | ----- | ----- | ----- |
| Danmark        | 3     | 12-40 | 6     |
| Tjekkiet       | 3     | 14-10 | 3     |
| Holland        | 3     | 12-80 | 3     |
| Storbritannien | 3     | 02-19 | 0     |

### Placeringskampe
| Dato               | Kamp                        | Res. | Perioder          | Spillested |
| ------------------ | --------------------------- | ---- | ----------------- | ---------- |
| Kamp om 7.-pladsen |                             |      |                   |            |
| 16.3.              | Kasakhstan - Storbritannien | 5-4  | 1-2, 2-1, 1-1 1-0 | Trnava     |
| Kamp om 5.-pladsen |                             |      |                   |            |
| 16.3.              | Holland - Frankrig          | 3-7  | 1-3, 0-1, 2-3     | Piestany   |
| Bronzekamp         |                             |      |                   |            |
| 16.3.              | Tjekkiet - Slovakiet        | 5-2  | 0-1, 4-1, 1-0     | Trnava     |
| Finale             |                             |      |                   |            |
| 16.3.              | Danmark - Letland           | 3-0  | 2-0, 1-0, 0-0     | Trnava     |

| Samlet rangering | Samlet rangering |
| ---------------- | ---------------- |
| 1.               | Danmark          |
| 2.               | Letland          |
| 3.               | Tjekkiet         |
| 4.               | Slovakiet        |
| 5.               | Frankrig         |
| 6.               | Holland          |
| 7.               | Kasakhstan       |
| 8.               | Storbritannien   |